# Garay János (orvos)
Garay János (Miskolc, 1815. december 25. – Reggio, Olaszország, 1882. március) orvosdoktor. Fivére, nyiri Garay Imre (1812–1870), kereskedő, az 1848-49-ik országos iparműtár igazgatója volt.

## Életpályája
Evangélikus vallású családban született. Apja Garay Mátyás, miskolci szabómester, anyja Skarkay Mária volt. 1841-ben Paduában nyert orvos-sebész-doktori és szülészi oklevelet; az 1850-es évektől jó hírű homoeopatha orvos volt Budapesten. 
Cikkei a Magyar Orvos-Sebészi Évkönyvben (1844. Velencze), a Magyar Gazdában (1860. Három czikk a homoeopathiáról), a Hasonszenvi Lapokban (1868. Orvosi bizonyítvány, A bujasenyv, A sisakvirág, 1869. Orvosgyakorlati figyelmeztetés.)

## Művei
- Értekezés a homoeopathikus gyógy- és gyógyszertanról és adagokról. Pest, 1863.
- Értekezés a sisakvirágról. Pest, 1863.